# Guido Tallone

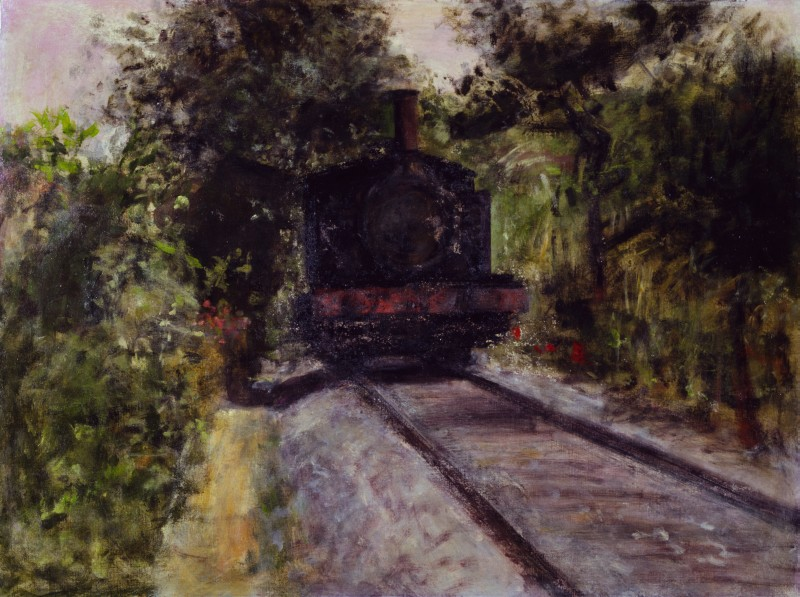
La mia locomotiva, 1961 (Fondazione Cariplo)

Guido Tallone (Bergamo, 11 maggio 1894 – Alpignano, 30 settembre 1967) è stato un pittore italiano.

## Biografia
Figlio d'arte, segue i corsi del padre Cesare all'Accademia di Belle Arti di Brera. Partecipa alla prima guerra mondiale e, rientrato a Milano, prosegue lo studio della pittura realizzando in particolare ritratti e paesaggi; questi ultimi sono spesso ambientati nei dintorni di Alpignano dove, nella casa ereditata dalla madre Eleonora Tango, l'intera famiglia Tallone è solita soggiornare. Espone per la prima volta a Milano nel 1923 alla mostra annuale della Società per le Belle Arti ed Esposizione Permanente. In questo decennio compie alcuni importanti viaggi a Berlino, Parigi, Madrid e in Africa settentrionale; frequenti sono anche i soggiorni in Svizzera, dove si afferma quale apprezzato ritrattista. Nel 1930 partecipa per la prima volta alla Biennale di Venezia, tornandovi con una certa regolarità fino al 1948; nello stesso anno a Milano, presso la Galleria Pesaro, organizza una mostra personale, sostenuto dal fratello e gallerista Ermanno e dal pittore Aldo Carpi,nel 1939 partecipa alla quadriennale di Roma manifestazione a cui prenderà parte anche nel 1948. Rifugiatosi a Venezia nel 1943, nel dopoguerra e durante gli anni Cinquanta lavora negli studi di Milano, Burano e Torcello, compiendo inoltre numerosi viaggi in Europa e negli Stati Uniti.